# Odontomantis nigrimarginalis
Odontomantis nigrimarginalis är en bönsyrseart som beskrevs av Zhang 1985. Odontomantis nigrimarginalis ingår i släktet Odontomantis och familjen Hymenopodidae. Inga underarter finns listade i Catalogue of Life.